# Mamerthes tibialis
Mamerthes tibialis är en fjärilsart som beskrevs av Felder 1874. Mamerthes tibialis ingår i släktet Mamerthes och familjen nattflyn. Inga underarter finns listade i Catalogue of Life.